# Transvectio equitum
La transvectio equitum (letteralmente in italiano "revisione della cavalleria") era una parata dei giovani uomini (iuventus) della classe equestre romana (equites) che si teneva ogni anno il 15 luglio. 

## Descrizione
Dionigi di Alicarnasso afferma che la processione aveva inizio nel tempio di Marte situato lungo la Via Appia a circa due chilometri da Porta Capena e si fermava al Tempio di Castore e Polluce nel Foro Romano prima di proseguire verso il Tempio di Giove Ottimo Massimo sul Campidoglio. Il rito religioso affondava le sue radici nella battaglia del Lago Regillo quando i Dioscuri diedero soccorso ai Romani durante la battaglia stessa.
Altre fonti, successivamente, indicano che la parata iniziava nel tempio di Honos. L'imperatore Augusto rianimò l'antica cerimonia, combinandola con una recognitio equitum o una probatio equitum per esaminare il carattere degli stessi cavalieri.
Prove epigrafiche indicano che alcuni ragazzi parteciparono al rito in giovane età. È probabile che vi sia una stretta connessione tra la transvectio equitum e il Lusus Troiae.